# Pyramaze
Pyramaze ist eine dänisch-US-amerikanische Progressive-Power-Metal-Band.

## Geschichte
Pyramaze wurde 2001 vom Gitarristen Michael Kammeyer gegründet. In die Band aufgenommen wurden der Schlagzeuger Morten Sørensen von Wuthering Heights und der Bassist Niels Kvist. Der amerikanische Keyboarder Jonah Weingarten, den Kammeyer über das Internet kennengelernt hatte, kam hinzu. Der US-amerikanische Sänger Lance King (ehemaliges Mitglied von Balance of Power) wurde Leadsänger.
Die erste Liveshow der Band fand am 23. April 2004 in Minneapolis, Minnesota statt. Sie veröffentlichte ihr Debütalbum, Melancholy Beast, im Mai 2004 und ging danach den Sommer über auf Tour. Während dieser Zeit kam der dänische Gitarrist Toke Skjønnemand in die Band.
Im Februar 2006 veröffentlichte die Band ihr zweites Album Legend of the Bone Carver, ein Konzeptalbum. Am 15. September 2006 spielte die Band beim ProgPower USA VII Festival in Atlanta, Georgia. Kurz danach, am 10. November 2006, gaben die Bandmitglieder bekannt, dass der damalige Sänger Lance King die Band verlassen hat.
Am 14. April 2007 wurde der damals ehemalige (und inzwischen zurückgekehrte) Sänger von Iced Earth, Matt Barlow, der neue Sänger und feierte damit sein Comeback in der Metalszene.  Am 11. Dezember 2007 gab der Iced Earth-Gitarrist und Bandleader Jon Schaffer bekannt, dass Barlow zur Band zurückgekehrt sei. Er vollendete noch die Aufnahmen für das Album Immortal und verließ Pyramaze danach.
Am 13. März 2008 veröffentlichten Pyramaze Demos von zwei Songs von Immortal, Year of the Phoenix und Caramon's Poem. Das Album wurde am 30. Mai 2008 veröffentlicht.
Am 11. Juli 2008 gaben Pyramaze bekannt, dass der ehemalige Tad Morose- und aktive Bloodbound-Sänger Urban Breed neuer Leadsänger wird. Seine ersten Aktivitäten mit Pyramaze waren die Gigs auf der dänischen Tour im November 2008 als Support von Volbeat.
Am 22. Mai 2015 erschien in Europa ihr viertes Studioalbum Disciples of the Sun, mit Terje Harøy als neuen Sänger.
Am 28. April 2017 erschien das fünfte Studioalbum "Contingent" in Europa und Nordamerika.

## Diskografie
- 2004: Melancholy Beast
- 2006: Legend of the Bone Carver
- 2008: Immortal
- 2015: Disciples of the Sun
- 2017: Contingent
- 2020: Epitaph
- 2023: Bloodlines